# Kawemhakan
Kawemhakan is een plaats in Suriname gelegen aan de Lawarivier (bovenloop van de Marowijne rivier), tevens de grens met Frans-Guyana. De plaats wordt ook wel Anapaike genoemd, naar het voormalige dorpshoofd. Deze plaats ligt in het ressort Tapanahony wat behoort tot het district Sipaliwini. Dit dorp is gesticht rond 1955 door Janamale, die naast dorpshoofd tevens stamhoofd was van het inheemse Wayanavolk. In de lokale inheemse Wayana taal betekent kawemhakan: "hoge rivierbank". Wegens de geregelde overstromingen na zware regenval werd bij het stichten van het dorp naar een "hoge plek" aan de rivieroever uitgekeken.
Anapaike was de naam van het dorpshoofd dat Janamale opvolgde. Ook Anapaike was stamhoofd van het inheemse Wayanavolk. Hij is overleden op 30 juli 2002
Ten westen van deze plaats ligt het De Goejegebergte, waarvan de hoogste top 248 meter bedraagt.
In Kawemhakan is de stichting Mulokot gevestigd die de belangen behartigt van het Wayana-volk.
In de buurt van dorp bevindt zich de Lawa Anapaike Airstrip met een verbinding naar Zorg en Hoop Airport in Paramaribo.
Rond 1990 verdween de lagere school uit Kawemhakan. Daarna werd eerst provisorisch een schooltje gebouwd in een pand dat een andere bestemming had. Na een afwezigheid van 30 jaar werd in 2021 met hulp van de Belgische hulporganisatie Belvosur een nieuw begeleidings- en studiecentrum in Kawemhakan gebouwd.

## Goudconcessies
In 1995 zocht de Canadese goudmijnonderneming Golden Star Resources naar goud in het in Wayanagebied liggende De Goejegebergte en huurde hiervoor Wayana's uit Kawemhakan in. Toen Brazilianen commercieel te winnen goud vonden in Antino, een half uur stroomafwaarts in de buurt van Benzdorp, verplaatsten de Canadezen hun werkzaamheden naar Antino, waardoor de Wayana's zonder werk kwamen te zitten.
De concessierechten gingen in 1996 over naar het NaNa Resources, een bedrijf van de neven Henk en Harvey Naarendorp. Het ging om twee exploratieconcessies van bij elkaar 68.050 hectare groot en omvatte het gehele leefgebied van de Wayana's aan Surinaamse zijde. In deze jaren raakten Wayana's en NaNa Resources geregeld met elkaar in conflict.

## Geboren
- Jupta Itoewaki (1988), belangenbehartiger van het Wayana-volk

Affivisiti · Agaigoni · Ajokojokondre · Akani Pata · Aloepi 1 & 2 · Alopi · Antino · Antonio do Brinco · Apetina · Benanoe · Benzdorp · Clementi · Cottica · Draai · Drietabbetje · Gakaba · Godo-olo · Godoro · Granbori · Herminadorp · Intelewa · Kampoe · Kawemhakan · Koemakapan · Kontina · Lensidede · Maboga · Maisa Kampu · Manlobi · Moitaki · Monpoesoe · Nikie · Paloemeu · Peleloe Tepoe · Peruano · Poeketi · Poeloegoedoe · Ronaldo · Sajé · Tjon Tjon · Tutu Kampu · Wanfinga · Wehejok